# Seleção Azeri de Futebol

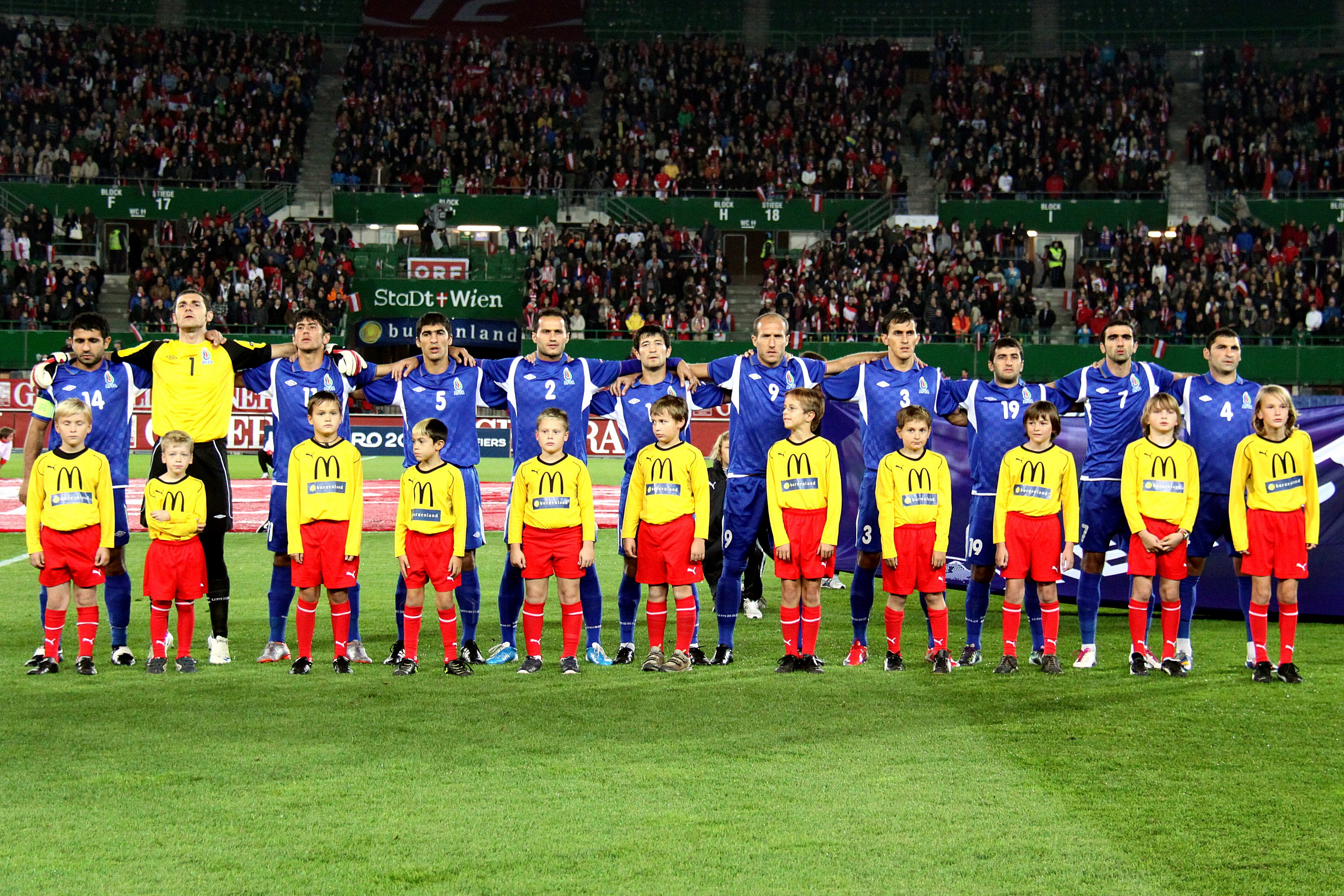
Seleção do Azerbaijão em 8 de outubro de 2010.

A Seleção Azeri de Futebol representa o Azerbaijão nas competições de futebol da FIFA.
Jamais se classificou para uma Copa do Mundo, nem para uma Eurocopa.

## Copas do Mundo
- 1930 a 1994 - não participou; fazia parte da URSS
- 1998 a 2018 - não se classificou

## Eurocopa
- 1960 a 1988 - não participou; fazia parte da URSS
- 1992 - não participou; estava representado pela CEI.
- 1996 a 2016 - não se classificou